# Marin Knez
Marin Knez (6. listopada 1983.) je hrvatski rukometaš. 
Za seniorsku reprezentaciju igrao je na Mediteranskim igrama 2005. godine.